# Hipódromo de Cork
El Hipódromo de Cork (en inglés: Cork Racecourse) es un recinto deportivo dedicado a las carreras de caballos, ubicado en la localidad de Mallow, en el condado de Cork, Irlanda. El trazado es diestro y tiene una longitud de aproximadamente una milla y media (2,4 km). Se encuentra a unos 35 km al norte de la ciudad de Cork y a 64 km de Limerick.
Fue inaugurado en 1924 y originalmente se conocía como el hipódromo de Mallow. Su cercanía con la localidad de Buttevant es notable, ya que esta es considerada tradicionalmente como el lugar donde se celebró la primera carrera de obstáculos documentada, en el año 1752, lo que vincula al recinto con una rica herencia en la historia de la hípica irlandesa.